# Ânkhmarê
Ânkhmarê est un prénom égyptien de l'Antiquité porté par :
- Ânkhmarê, vizir de Mykérinos
- Ânkhmarê, prêtre des pyramides de Néferefrê et de Menkaouhor